# Татакан
Татака́н — станция (населённый пункт) в Архаринском районе Амурской области, входит в Отважненский сельсовет.
Основано в 1930 г. Название произошло от реки Татакан, правого притока Архары. Топонимика: название с эвенкийского тактакан — «кедр, кедровая речка». Географические объекты находятся на местности, где в изобилии произрастает корейская сосна, называемая на Дальнем Востоке кедром.

## География
Станция Татакан стоит вблизи левого берега реки Архара.
Автомобильная дорога к станции Татакан идёт на юго-восток от районного центра Архара (на правом берегу Архары) через сёла Аркадьевка и Отважное.
Расстояние до административного центра Отважненского сельсовета села Отважное — около 1 км, расстояние до Архары — около 9 км.

## Население
| 2002 | 2010 | 2012 | 2013 | 2014 | 2015 | 2016 |
| ---- | ---- | ---- | ---- | ---- | ---- | ---- |
| 125  | ↘101 | ↘99  | ↗101 | ↘98  | ↘95  | ↘94  |
| 2017 | 2018 |      |      |      |      |      |
| ↘89  | ↘85  |      |      |      |      |      |

## Инфраструктура
Станция Дальневосточной железной дороги